# Tatsuro Toyoda
Tatsuro Toyoda (豊田達郎 Toyoda Tatsurō?, 1 de junio de 1929 - 30 de diciembre de 2017) fue el hermano de Shoichiro Toyoda y el hijo de creador de Toyota Motor Corporation Kiichiro Toyoda.

## Mensajes no relacionados con TMC
- Fideicomisario internacional, International House (1991-)
- Cónsul honorario (Nagoya), Dinamarca (1991-)
- Director representativo, Instituto de Estudios Económicos Internacionales (1996-)
- Asesor principal y miembro de la junta, Toyota Central R&D Labs (2001-)
- Presidente, Instituto Tecnológico Toyota de Chicago (2002-)
- Director representativo, Genesis Research Institute, Inc. (2004-)
- Presidente emérito de la junta, Instituto Tecnológico Toyota (junio de 2011-)
- Presidente honorario, Toyota Foundation (junio de 2011-)

## Premios y citas
- Medalla con Cinta Azul, Japón, 1992
- Orden Nacional de la Cruz del Sur, Brasil, 1994
- Gran Cordón de la Orden del Tesoro Sagrado, Japón, 1999
- Caballero de la Orden de Dannebrog, Dinamarca, 2000